# Abteilungsleiter
Ein Abteilungsleiter (auch AL oder AbtL) ist eine Führungskraft und ein Manager, welche die Organisationseinheit der Abteilung leitet.
Die Aufgaben des Abteilungsleiters werden in der Stellenbeschreibung und im Organigramm des Unternehmens strukturiert und benannt. Seine Aufgaben umfassen die fachlich-organisatorische und personelle Führung der Abteilung, zum Beispiel den Informationsfluss, die Koordination mit anderen Abteilungen, und er ist Schnittstelle zum direkten Vorgesetzten oder zur Geschäftsführung.
In einem Unternehmen kann es außer dem Abteilungsleiter zum Beispiel auch Referats-, Dezernats-, Sachgebiets-, Gruppen-, Team-, Ressort- und Hauptabteilungsleiter (HAL) geben. Die Hierarchie wird in Unternehmen oder in seinen speziellen Betriebstypen unterschiedlich gehandhabt.
In Ministerien steht in aller Regel unter dem Abteilungsleiter der Unterabteilungsleiter (UAL).
Bei der Bundeswehr gibt es ebenfalls Abteilungsleiter, von der Ebene Bataillon aufwärts, insbesondere aber in Großverbänden.
Bei der Polizei werden Abteilungsleiter Abteilungsführer genannt.
Vor allem in größeren Organisationen sind Bereichs-, Hauptabteilungs-, Abteilungsressort- oder Gesamtabteilungsleiter dem Abteilungsleiter übergeordnet. Alternativ zu dieser Bezeichnung steht bei manchen Organisationen der Referatsleiter (RL) hierarchisch über den Abteilungsleitern seines Geschäftsbereiches.